# La Ceiba
La Ceiba – miasto w Hondurasie, położone w północnej części kraju na wybrzeżu Morza Karaibskiego. Czwarte co do wielkości miasto Hondurasu, po stolicy kraju Tegucigalpie, Cholomie i San Pedro Sula. Ludność: około 196,8 tys. mieszk. (2013). Ośrodek administracyjny departamentu Atlántida. 
Nazwa miasta pochodzi od często spotykanych w Ameryce Środkowej drzew z rodziny wełniakowatych, (m.in. puchowiec pięciopręcikowy Ceiba pentandra), które w mitologii Majów miały podtrzymywać niebo, chroniąc je przed upadkiem. 
La Ceiba stanowi ważny port morski na wybrzeżu karaibskim, przez który wywozi się głównie banany z plantacji w północnym i północno-wschodnim Hondurasie. W mieście znajduje się siedziba amerykańskiej firmy Standard Fruit Company (obecnie część Dole Food Company), która zajmuje się wywozem bananów, ananasów i grejpfrutów z Ameryki Środkowej do Stanów Zjednoczonych. Miasto posiada własny międzynarodowy port lotniczy. W mieście rozwinął się przemysł spożywczy oraz skórzano-obuwniczy.
Miasto znane jest jako rozrywkowe centrum Hondurasu, o czym świadczy popularne powiedzenie: „Studiować w Tegucigalpie, pracować w San Pedro Sula, bawić się w La Ceiba.” W mieście organizowany jest m.in. festiwal uliczny, który odbywa się tutaj co roku w trzecią niedzielę maja.